# Staffan Jufors
Staffan Arnesson Jufors, född 25 oktober 1951 i Hedvig Eleonora församling i Stockholm, är en svensk affärsman. 
Staffan Jufors är son till Arne Jufors och Ulla, ogift Bjuwe, samt brorson till Curt-Holger Jufors. Han är utbildad till civilekonom vid Handelshögskolan i Göteborg och reservofficer (kapten) i amfibiekåren. Sedan 1975 har Jufors varit verksam på olika positioner inom Volvo. Han var verkställande direktör för AB Volvo Penta 1998–2004 och 2004–2011 var Jufors verkställande direktör för Volvo Lastvagnar. Jufors utsågs till Årets ledare av Affärsvärlden 2002. Han utsågs 2017 till styrelseledamot i Ferronordic.
Staffan Jufors gifte sig 1975 med Ebba Monica Rosenlind (född 1952), äktenskapet upplöstes senare.